# Madsen (Fahrzeughersteller)
Madsen war ein US-amerikanischer Hersteller von Automobilen.

## Unternehmensgeschichte
L. P. Madsen aus Council Bluffs in Iowa stellte 1901 sein erstes Fahrzeug her. Es hatte zwei Besonderheiten. Seine Fahrzeuge bot er bis 1904 an. Der Markenname lautete Madsen. Zubehör entstand möglicherweise noch danach.

## Produkte
Die Fahrzeuge hatten einen Zweizylindermotor mit 10 PS Leistung. Die Motorleistung wurde über eine Kette an die Hinterachse übertragen. Der Aufbau war ein offener Runabout. Das Leergewicht war mit 317 kg angegeben.
Die vorderen Kotflügel waren hohl und nahmen das Kühlwasser für die Wasserkühlung des Motors auf.
Die Holzfelgen mit Stahlnaben und doppelten Nieten sollten dafür sorgen, dass sich die Speichen nicht lösen konnten.